# Piper anisopleurum
Piper anisopleurum är en pepparväxtart som beskrevs av C. Dc.. Piper anisopleurum ingår i släktet Piper och familjen pepparväxter. Inga underarter finns listade i Catalogue of Life.